# 広島テレビニュースアイ
『広島テレビニュースアイ』（ひろしまテレビニュースアイ）は、1979年4月2日から1986年3月28日まで広島テレビで放送された夕方のニュース番組である。

## 放送時間・放送期間
- 平日 18:00 - 18:30 （1979年4月2日 - 1986年3月28日）